# پل لیک (ویسکانسین)
پل لیک (به انگلیسی: Pell Lake) یک منطقهٔ مسکونی در ایالات متحده آمریکا است که در شهرستان والورس، ویسکانسین واقع شده‌است. پل لیک ۱۰٫۶ کیلومتر مربع مساحت و ۳٬۷۲۲ نفر جمعیت دارد و ۲۶۳ متر بالاتر از سطح دریا واقع شده‌است.